# 카오 람
카오 람(태국어: ข้าวหลาม) 또는 카우 람(라오어: ເຂົ້າຫລາມ)은 태국과 라오스의 찹쌀 코코넛 대통밥이다.

## 이름
어원은 몬어 "헐람(ခလာမ်)"이다.

## 같이 보기
- 껌 람
- 끄랄란
- 르망
- 대통밥
- 숭아 피타